# Радио Чувашии
Ра́дио Чува́шии (Радио России Чувашия, Чува́шрадио, Чува́шское ра́дио, чув. Чăва́ш радио) — подразделение ГТРК «Чувашия», осуществляющее производство и вещание радиопрограмм на чувашском и русском языках на территории Чувашской Республики.

## История

### Радио до 1991
В октябре 1926 года в Чебоксарах осуществлена первая радиопередача на чувашском и русском языках. В марте 1932 года при Совнаркоме Чувашской АССР был создан Комитет по радиофикации и радиоинформации. Регулярное радиовещание в Чувашской АССР началось с 8 марта 1932 года. В 1932 году вернулась в Чебоксары актриса Ульяна Тимофеева, которая до 1936 года работает режиссёром и диктором Чувашского радиокомитета.
В марте 1934 года переименован в Комитет по радиофикации и радиовещанию. С марта 1946 года — Комитет по радиофикации и радиоинформации при Совете Министров Чувашской АССР. С июня 1949 — Комитет по радиоинформации при Совете Министров Чувашской АССР. С августа 1953 — отдел радиоинформации Министерства культуры Чувашской АССР. С мая 1957 функции радиовещания в Чувашской Республике передаются Комитету по радиовещанию и телевидению при Совете Министров Чувашской АССР.

### Радио после 1991
В августе 1998 года учреждено федеральное государственное унитарное предприятие "Государственная телевизионная и радиовещательная компания «Чувашия».
В 2002 г. на ФГУП "Государственная телевизионная и радиовещательная компания «Чувашия» проведено переоснащение радиовещательного оборудования на базе компьютерных технологий и развитие компьютерной сети радиовещания с доступом в Интернет по выделенной линии. Началось внедрение компьютерной безленточной технологии производства радиопродукции и автоматизация процессов планирования, контроля и выдачи в эфир радиопрограмм с применением ПО «Digiton DT-FM». Фондовые фонограммы стали переводится на оптические носители информации формата CD. Была внедрена станция нелинейного монтажа.
1 января 2005 г. "Государственная телевизионная и радиовещательная компания «Чувашия» стала филиалом ФГУП «Всероссийская государственная телевизионная и радиовещательная компания».
В 2006 году была проведена замена аналогового студийного и монтажного оборудования радиовещания на цифровое.
Начальник службы радиовещания Э. В. Тимофеева

## Вещание
«Радио Чувашии» вещает на волнах российских государственных радиостанций «Радио России», «Маяк» и Вести ФМ а также в Интернете.

### Вещание на волнах «Радио России»
На «Радио России» вещание осуществляется на первой кнопке проводного вещания, а также на нескольких УКВ-частотах. Благодаря передатчикам в Чебоксарах, Цивильске и Ибресях радиопрограммы могут слушать на территории почти всей Чувашии, а также на территории прилегающих к ней районов соседних республик и областей.
Ежедневно по будням: 6.10-7.00, 7.10-8.00, 13.10-14.00, 18.10-19.00; по субботам: 8.10-9.00, 10.10-11.00, 11.10-12.00; по воскресеньям: 8.10-9.00 (объединённый радиожурнал семи республик «Между Волгой и Уралом»), 10.10-11.00, 11.10-12.00, 13.10-14.00.

#### Радиопередачи
Наряду с передачами информационной, общественно-политической направленности сотрудниками «Радио Чувашии» готовятся программы образовательной, культурно-просветительской, социально-экономической, музыкально-развлекательной, художественно-публицистической, детской, спортивной, экологической направленности. Частыми гостями эфира бывают политики, представители творческой интеллигенции, артисты, спортсмены, представители общественных организаций. Проводятся радионедели, посвященные жизни одного из районов Чувашии..
По будням на «Радио Чувашии» работает утренний информационно-музыкальный канал «Салам, Чăваш ен!», включающий образовательные, музыкальные, познавательные передачи, а также полезные советы на предстоящий день. В конце часа — беседа с утренним гостем, известным человеком, о важном событии в его жизни.
Передачи для детей и молодежи:
- «От 2 до 5». Хронометраж — 5 минут 1 раз в неделю.
- «Остров молодых»
- «Каçхи юмах» («Вечерняя сказка для малышей»). Хронометраж — 10 минут, периодичность — 4 раза в неделю.
- «Ăраскал» («Счастливая судьба»). Хронометраж — 24 минуты, периодичность — 1 раз в неделю.
- «Ешĕл хунав» — «Росток». Ведётся на чувашском и русском языках. Хронометраж — 14 минут, периодичность — 1 раз в неделю, чередуя чувашский и русский языки.
- «Пирĕн пултарулăх» («Наше творчество»). Хронометраж — 12 минут, периодичность — 2 раза в месяц.
- «Шăнкăрав» («Звонок»).

Культурно-просветительский блок:
- «Диалоги о школе»
- «Мы — вместе»
- «Мехел». Хронометраж — 15 минут, периодичность — 2 раза в месяц.
- «Поэзи çăлкуçĕ» («Родник поэзии»). Хронометраж — 15 минут, периодичность — 2 раза в месяц.

Информационно-просветительские передачи:
- «Паянхи кун» («Сегодня»). Хронометраж — 5 минут, периодичность — ежедневно.
- «Сывлăх» («Здоровье»). Хронометраж — 10 минут, периодичность — 1 раз в неделю.
- «Столичный курьер». Хронометраж — 11 минут, периодичность — ежедневно (В проводном вещании в городах и районах зачастую замещается собственными программами аналогичной тематики).
- «Шупашкарăм, савнă Шупашкар» («Любимые Чебоксары»). Хронометраж — 11 минут, периодичность — 1 раз в неделю.
- «С нами Бог». Хронометраж — 15 минут, периодичность — 1 раз в неделю.
- «Из сводок МВД». Хронометраж — 10 минут, периодичность — 1 раз в неделю.
- «Права потребителя». Хронометраж — 7 минут, периодичность — 1 раз в неделю.

Передачи для работников села:
- «Ялтан яла» («Из села в село»). Хронометраж — 18 минут, периодичность — 1 раз в неделю.
- «Хамăр ял» («Земляк»). Хронометраж — 10 минут, периодичность — 1 раз в неделю.
- «Юхма енĕм — Патăръел». Хронометраж — 5 минут, периодичность — 1 раз в неделю.

Социально-экономические экономические передачи:
- «Будни ЖКХ». Хронометраж — 10 минут, периодичность — 1 раз в месяц.
- «Город-спутник». Хронометраж — 10 минут, периодичность — 1 раз в неделю.
- «Мозаика».

Музыкально-развлекательные программы:
- «Юрă пултăр парне» («Песня в подарок»). Хронометраж — 29 минут, периодичность — 1 раз в неделю.
- «Кайри — мала: хит-парад». Хронометраж — 46 минут, периодичность — 1 раз в неделю.

### Вещание на волнах «Маяка»
С 1 апреля 2009 года на средних волнах на частоте 531 кГц на «Маяке» начали выходить в эфир региональные блоки с программами на чувашском языке. В настоящее время региональный блок не выходит.

#### Радиопередачи
На волнах «Маяка» выходили передачи:
- Çанталăк; (погода)
- Эрне хыпарĕсем; (события недели)
- Ĕçлĕ калаçу; (деловой разговор)
- Çĕнĕ хыпарсем; (новости)
- Паянхи кун; (сегодня)
- Чăваш тĕнчи; (чувашский мир)
- Пирĕн анонс; (наш анонс)
- Сиплĕ çăлкуç;
- Юрă çаврăмĕ; (песни)
- Кайри-мала: хит-парад? Тишкерÿ;
- Микрофонпа блокнотпа; (с микрофоном и блокнотом)
- Пирĕн пултарулăх; (наши возможности)
- Кунсерен; (из дня в день)
- Мĕншĕн; (почему же)
- Эрне хыпарĕсем; (события недели)
- Пĕр сăвă; (одно стихотворение)
- Ылтăн çӳпçерен; (из золотой пыли)
- Ирхи тĕпел; (утро)
- Кăмăлтан. (из настроения)

### Онлайн-вещание
Сайт «Интернет-вещание Чувашской Республики» был представлен пользователям Интернета 26 октября 2006 года. Помимо прямой трансляции теле- и радиопередач ГТРК «Чувашия», сайт содержит архив теле- и радиопрограмм на русском и чувашском языках, позволяет пользоваться поиском, знакомиться с анонсами и программами передач, читать новости и знакомиться с календарём событий.
Передача потоковых аудиоданных осуществляется через сеть Интернет по протоколу Microsoft Media Server. Прослушать радиопередачи можно открыв веб-страницу http://www.chuvashia-tv.ru/playradio.php, либо воспользовавшись медиаплеером. Из числа свободно распространяемых проигрывателей можно воспользоваться Winamp или Media Player Classic, а также VLC. В проигрывателе надо ввести адрес mms://mms.chuvashia-tv.ru/radio (недоступная+ссылка) в соответствующее поле ввода.

## Архив
На «Радио Чувашии» за многие годы создан и хранится архив уникальных фондовых записей, многие из которых сделаны ещё в середине XX века в послевоенные годы. Часть архива доступна для прослушивания и скачивания через Интернет на сайте «Интернет-вещание Чувашской Республики».